# Igor Lolo
Alexandre Igor Lolo (Abidjan, 22 luglio 1982) è un ex calciatore ivoriano, di ruolo difensore.

## Palmarès

### Club

#### Competizioni nazionali
- Campionato ivoriano: 2

ASEC Mimosas: 2002, 2003
- Coppa della Costa d'Avorio: 1

ASEC Mimosas: 2003
- Coppa di Russia: 1

Rostov: 2013-2014